# Ordre de bataille confédéré de Globe Tavern
Les unités et les commandants  suivants de l'armée confédérée ont combattu lors la bataille de Globe Tavern du 18 au 21 août 1864. L'ordre de bataille unioniste est indiqué séparément.

## Abréviations utilisées

### Grade militaire
- MG = Major général
- BG = Brigadier général
- Col = Colonel
- Ltc = Lieutenant-colonel
- Maj = Commandant
- Cpt = Capitaine
- Lt = Lieutenant

### Autre
- (b) = blessé
- mb = mortellement blessé
- † = tué
- (PDG) = capturé

## 18-19 août

### Opérations au sud de Petersburg
Gen P. G. T. Beauregard, force de défense de Petersburg

#### Troisième corps de l'armée de Virginie du Nord
| Division                                           | Brigade                                                                                         | Régiments et autres |
| -------------------------------------------------- | ----------------------------------------------------------------------------------------------- | --- |
| Division de Mahone MG William Mahone               | Brigade de Weisiger BG David A. Weisiger                                                        | - 6th Virginia Infantry - 12th Virginia Infantry - 16th Virginia Infantry - 41st Virginia Infantry - 61st Virginia Infantry |
| Division de Mahone MG William Mahone               | Brigade de Colquitt (de la division de Hoke) BG Alfred H. Colquitt                              | - 6th Georgia Infantry - 19th Georgia Infantry - 23rd Georgia Infantry - 27th Georgia Infantry - 28th Georgia Infantry |
| Division de Mahone MG William Mahone               | Brigade de Clingman (de la division de Hoke) BG Thomas L. Clingman (PDG) Col Hector M. McKethan | - 8th North Carolina Infantry - 31st North Carolina Infantry - 51st North Carolina Infantry : Col Hector M. McKethan - 61st North Carolina Infantry |
| Division de Heth MG Henry Heth                     | Brigade de Davis Cpt Robert W. Thomas                                                           | - 1st Confederate Battalion - 2nd Mississippi Infantry - 11th Mississippi Infantry: Maj Reuben O. Reynolds - 26th Mississippi Infantry - 42nd Mississippi Infantry - 55th North Carolina Infantry                                                                                        |
| Division de Heth MG Henry Heth                     | Brigade de Walker Col Robert M. Mayo (malade le 18 août) Col William S. Christian               | - 13th Alabama Infantry - 2nd Maryland Battalion - 1st Tennessee Infantry (armée provisoire) - 7th Tennessee Infantry - 14th Tennessee Infantry - 40th Virginia Infantry - 47th Virginia Infantry - 55th Virginia Infantry : Col William S. Christian - 22nd Virginia Infantry Battalion |
| Division de Heth MG Henry Heth                     | Brigade de Colquitt (de la division de Hoke) BG Alfred H. Colquitt                              | - 6th Georgia Infantry - 19th Georgia Infantry - 23rd Georgia Infantry - 27th Georgia Infantry - 28th Georgia Infantry |
| Artillerie du troisième corps Col Reuben L. Walker | Bataillon de Pegram Col William Pegram                                                          | - Batterie de Richard (Mississippi) - Batterie de Gregg (Caroline du Sud) - Batterie de Braxton (Virginie) - Batterie de Brander (Virginie) - Batterie de Cayce (Virginie) - Batterie de Ellett (Virginie)                                                                               |

## 21 août

### Opérations au sud de Petersburg

#### Troisième corps de l'armée de Virginie du Nord
| Division                                           | Brigade                                                             | Régiments et autres |
| -------------------------------------------------- | ------------------------------------------------------------------- | --- |
| Division de Mahone MG William Mahone               | Brigade de Sanders BG John C. C. Sanders (†) Col J. Horace King     | - 8th Alabama Infantry - 9th Alabama Infantry : Col J. Horace King - 10th Alabama Infantry - 11th Alabama Infantry - 13th Alabama Infantry - 14th Alabama Infantry                                                  |
| Division de Mahone MG William Mahone               | Brigade de Harris Col Joseph M. Jayne                               | - 12th Mississippi Infantry - 16th Mississippi Infantry: Col Edward G. Counsell (mb) - 19th Mississippi Infantry - 48th Mississippi Infantry                                                                        |
| Division de Mahone MG William Mahone               | Brigade de Wright BG Ambrose R. Wright                              | - 3rd Georgia Infantry - 22nd Georgia Infantry - 48th Georgia Infantry - 64th Georgia Infantry - 2nd Georgia Infantry Battalion - 10th Georgia Infantry Battalion                                                   |
| Division de Mahone MG William Mahone               | Brigade de Hagood (de la division de Hoke) BG Johnson Hagood        | - 11th South Carolina Infantry - 21st South Carolina Infantry - 25th South Carolina Infantry - 27th South Carolina Infantry: Col Peter Charles Gaillard - 7th South Carolina Infantry Battalion : Cpt John L. Jones |
| Division de Mahone MG William Mahone               | Brigade de Finegan BG Joseph Finegan                                | - 2nd Florida Infantry - 5th Florida Infantry - 8th Florida Infantry - 9th Florida Infantry - 10th Florida Infantry - 11th Florida Infantry                                                                         |
| Division de Heth MG Henry Heth                     | Brigade de Cooke BG John R. Cooke                                   | - 15th North Carolina Infantry - 27th North Carolina Infantry - 46th North Carolina Infantry - 48th North Carolina Infantry - 55th North Carolina Infantry                                                          |
| Division de Heth MG Henry Heth                     | Brigade de McRae BG William MacRae                                  | - 11th North Carolina Infantry - 26th North Carolina Infantry - 44th North Carolina Infantry - 47th North Carolina Infantry : Ltc John W. Lyell (PDG) - 52nd North Carolina Infantry                                |
| Division de Heth MG Henry Heth                     | Brigade de Kirkland (de la division de Hoke) BG William W. Kirkland | - 17th North Carolina Infantry - 42nd North Carolina Infantry - 66th North Carolina Infantry |
| Division de Heth MG Henry Heth                     | Brigade de Ransom (de la division de Johnson) Ltc John L. Harris    | - 24th North Carolina Infantry - 25th North Carolina Infantry - 35th North Carolina Infantry - 49th North Carolina Infantry - 56th North Carolina Infantry                                                          |
| Artillerie du troisième corps Col Reuben L. Walker | Bataillon de Pegram Col William Pegram                              | - Batterie de Richard (Mississippi) - Batterie de Gregg (Caroline du Sud) - Batterie de Braxton (Virginie) - Batterie de Brander (Virginie) - Batterie de Cayce (Virginie) - Batterie d'Ellett (Virginie)           |

#### Corps de cavalerie de l'armée de Virginie du Nord
| Division               | Brigade                                 | Régiments et autres |
| ---------------------- | --------------------------------------- | --- |
| Division de W.H.F. Lee | Brigade de Barringer BG Rufus Barringer | - 1st North Carolina Cavalry - 2nd North Carolina Cavalry - 3rd North Carolina Cavalry - 5th North Carolina Cavalry               |
| Division de W.H.F. Lee | Brigade de Dearing BG James Dearing     | - 7th Confederate Cavalry - 62nd Georgia Cavalry - 4th North Carolina Cavalry - 6th North Carolina Cavalry - Petersburg Artillery |